# Godefridus Adrianus Emanuel van Aefferden
Godefridus Adrianus Emanuel van Aefferden (Venlo, 9 september 1762 - Roermond, 18 september 1831) was een Nederlands politicus. Hij was advocaat, burgemeester van Venlo alsmede gedeputeerde van Limburg en ten slotte Tweede Kamerlid.
Van Aefferden begon als advocaat in 1783 aan het gerechtshof te Venlo en was schepen van Venlo, van 19 december 1788 tot 1795, daarna burgemeester van Venlo in 1794 en wederom van 31 juli 1795 tot 5 november 1795. Hij werd lid van de Staten van het Hertogdom Limburg vanaf 1815 en lid van Gedeputeerde Staten van Limburg eveneens vanaf 1815. Ten slotte werd hij lid van de Tweede Kamer der Staten-Generaal voor de provincie Limburg, van 20 oktober 1818 tot 15 oktober 1827.
Zijn vader (J.M. van Aefferden) was eveneens burgemeester van Venlo geweest in 1756, 1758, 1761, 1763, 1765, 1768 en 1772.